# Dinetus politus
Dinetus politus (лат.) — вид песочных ос (Crabronidae) рода Dinetus. Индия.

## Описание
Мелкие осы (менее 1 см). От близких видов (D. nabataeus) отличается следующими признаками: проподеум более или менее морщинистый с срединной бороздой и несколькими короткими горизонтальными складками; брюшко полностью охристое, без пятен цвета слоновой кости. Верхнее поле проподеума чёрное. Глаза не соприкасаются друг с другом, но соприкасаются с основанием мандибул. Жвалы с выемкой внизу. Развит псаммофор. В передних крыльях 2 субмаргинальные ячейки. Предположительно, как и другие близкие виды своего рода охотится на клопов (Heteroptera) и цикадок (Cicadinea), которых запасают для своего потомства в земляных гнёздах. Вид был впервые описан в 1917 году австралийским энтомологом Rowland Edwards Turner (1863—1945) под названием Dinetus cereolus politus Turner, 1917 в качестве подвида североафриканского вида D. cereolus. Валидный видовой статус Dinetus politus подтверждён в нескольких последующих ревизиях.